# Tristan van der Lingen
Tristan van der Lingen (Berkel en Rodenrijs, 1 november 1999) is een Nederlands musicalacteur.

## Carrière
Tristan van der Lingen volgde de musicalopleiding aan de Dutch Academy of Performing Arts in Den Haag. Van der Lingen studeerde in 2023 af aan het Fontys Hogeschool van de Kunsten, richting musicaltheater. In 2022 nam Van der Lingen deel aan Op Zoek Naar Danny & Sandy: talentenjacht van AVROTROS, voor de hoofdrol in de musical Grease. Van der Lingen won deze talentenjacht en mocht Danny Zuko gaan spelen samen met Danique Graanoogst die de rol van Sandy op zich nam.
Terwijl hij met de opleiding bezig was, zong hij bij verschillende evenementen, zoals Aida in Concert en Toppers in Concert.
In februari 2024 werd aangekondigd dat Van der Lingen Prins Hans zal gaan spelen in Frozen.